# Allocapnia
Allocapnia är ett släkte av bäcksländor. Allocapnia ingår i familjen småbäcksländor.

## Bildgalleri

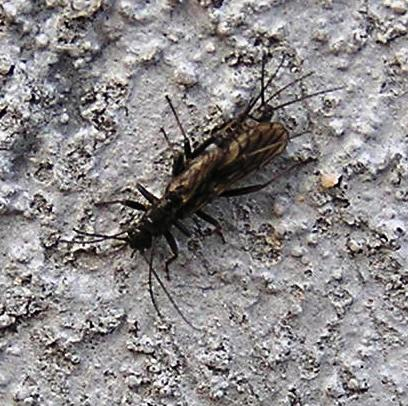

## Dottertaxa tillAllocapnia, i alfabetisk ordning[1]
- Allocapnia aurora
- Allocapnia brooksi
- Allocapnia cunninghami
- Allocapnia curiosa
- Allocapnia forbesi
- Allocapnia frisoni
- Allocapnia frumi
- Allocapnia fumosa
- Allocapnia granulata
- Allocapnia harperi
- Allocapnia illinoensis
- Allocapnia indianae
- Allocapnia jeanae
- Allocapnia loshada
- Allocapnia malverna
- Allocapnia maria
- Allocapnia menawa
- Allocapnia minima
- Allocapnia mohri
- Allocapnia muskogee
- Allocapnia mystica
- Allocapnia nivicola
- Allocapnia ohioensis
- Allocapnia oribata
- Allocapnia ozarkana
- Allocapnia pechumani
- Allocapnia peltoides
- Allocapnia perplexa
- Allocapnia polemistis
- Allocapnia pygmaea
- Allocapnia recta
- Allocapnia rickeri
- Allocapnia sandersoni
- Allocapnia sano
- Allocapnia sequatchie
- Allocapnia simmonsi
- Allocapnia smithi
- Allocapnia stannardi
- Allocapnia starki
- Allocapnia tennessa
- Allocapnia tsalagi
- Allocapnia unzickeri
- Allocapnia warreni
- Allocapnia virginiana
- Allocapnia vivipara
- Allocapnia wrayi
- Allocapnia zola